# Zarréu
Zarréu, en asturià i oficialment, (castellà Cerredo) és una parròquia, una parròquia rural i una vila del conceyu asturià de Degaña. La parròquia té una població de 858 habitants (INE 2008), essent la vila de Zarréu l'únic nucli habitat. A la parròquia també hi pertany el llogaret de La Pruída, actualment deshabitat.
L'activitat econòmica principal és la mineria, ja que l'empresa Coto Minero Cantábrico (abans Hullas del Coto Cortés), hi té dues explotacions, una subterrània i altra a cel obert, dins dels límits de la parròquia.

## Parròquia rural
La Parròquia Rural de Zarréu fou creada el 5 de febrer de 1989, mitjançant el Decret 15/89 de la Consejería de Interior y Administración Territorial del Principat d'Astúries.
La creació es realitzà mitjançant la transformació de l'anterior Entitat Local Menor de Zarréu, conforme a la Disposició Transitòria Primera de la Llei 11/86 del Principat d'Astúries, mantenint-se l'àmbit territorial.

## Localitats
- Los Chanos
- Las Colominas
- El Corralón
- La Costapina
- La Crucichada
- La Cuesta
- Encima la Viḷḷa
- Entrelasparéis
- El Fondu la Viḷḷa
- El Freisnedal
- Las Ḷḷinares del Calechu
- Las Ḷḷinares del Rabeiru
- El Pradín
- El Prau d'Aguedina
- El Prau Molín
- El Rabeiru
- San Roque
- Los Tachos
- La Torre
- Los Coḷḷaos
- Las Corradas
- Fonḷḷada
- El Mangueiru
- Las Mustargas
- La Xatera

## Llocs d'interès
- Església de Santa Maria
- Casa de Florencio amb capella de la Mare de Déu del Carme de Zarréu
- Túmul funerari de La Pruída